# Mistrzostwa Polski w Podnoszeniu Ciężarów Mężczyzn 1998
Mistrzostwa Polski w Podnoszeniu Ciężarów Mężczyzn 1998 – 68. edycja mistrzostw, która odbyła się w Ciechanowie w dniach 2–3 października 1998 roku. 

## Wyniki
| Konkurencja: | Złoto:                                | Wynik             | Srebro:                             | Wynik             | Brąz:                                 | Wynik             |
| 56 kg        | Sławomir Ruszczyk Okęcie Warszawa     | 227,5 (92,5+135)  | Henryk Rok Światowit Myszków        | 225 (97,5+127,5)  | Adam Zaorski LKS Terespol             | 220 (102,5+122,5) |
| 62 kg        | Marek Gorzelniak Śląsk Wrocław        | 267,5 (117,5+150) | Marek Łobacz AZS-AWF Biała Podlaska | 260 (117,5+142,5) | Adam Janocha Burza Wrocław            | 252,5 (110+142,5) |
| 69 kg        | Wojciech Natusiewicz Okęcie Warszawa  | 295 (125+170)     | Andrzej Petryszyn Śląsk Wrocław     | 295 (135+160)     | Dariusz Zawadzki Zawisza Bydgoszcz    | 287,5 (132,5+155) |
| 77 kg        | Waldemar Kosiński Światowit Myszków   | 365 (162,5+202,5) | Arkadiusz Smółka Mazovia Ciechanów  | 357,5 (162,5+195) | Andrzej Kozłowski Budowlani Opole     | 345 (155+190)     |
| 85 kg        | Andrzej Cofalik KORiS Tarnowskie Góry | 380 (175+205)     | Krzysztof Siemion Budowlani Opole   | 372,5 (167,5+205) | Mariusz Rytkowski Mazovia Ciechanów   | 355 (160+195)     |
| 94 kg        | Tadeusz Drzazga Mazovia Ciechanów     | 390 (175+215)     | Szymon Kołecki Agropol Polwica      | 380 (165+215)     | Ireneusz Chełmowski Zawisza Bydgoszcz | 375 (165+210)     |
| 105 kg       | Robert Krzywański Śląsk Wrocław       | 387,5 (177,5+210) | Robert Dołęga WLKS Siedlce          | 377,5 (165+212,5) | Mariusz Piątek Mazovia Ciechanów      | 345 (157,5+187,5) |
| +105 kg      | Grzegorz Kleszcz Budowlani Opole      | 410 (180+230)     | Paweł Najdek Legia Warszawa         | 392,5 (172,5+220) | Piotr Wysocki Mazovia Ciechanów       | 390 (170+220)     |